# Kedungwaru Kidul
Kedungwaru Kidul is een bestuurslaag in het regentschap Demak van de provincie Midden-Java, Indonesië. Kedungwaru Kidul telt 5643 inwoners (volkstelling 2010).